# Angrebet på Sorgenfrislot
Angrebet på Sorgenfri Slot fandt sted 29. august 1943. Angrebet blev udført af det tyske nazistregime og var en del af den danske besættelse.
Da Danmark blev besat spillede Sorgenfri Slot en stor rolle i kongefamiliens liv. 
Angrebet på Sorgenfri Slot blev udført som en del af Operation Safari, som var en militæroperation gennemført af den tyske værnemagt. Den gik ud på at afvæbne og opløse den danske hær og flåde, så de ikke kunne hjælpe de allierede, hvis en invasion skulle finde sted. 
I august 1943 skærpedes modsætningerne i Danmark mellem den tyske besættelsesmagt og det flertal af danskere, som efter de store tyske nederlag ved Stalingrad, Kursk og El-Alamein 1942-43, satte deres lid til, at de allierede snart ville vinde krigen.
Angrebet gik ud på at svække og opløse det danske militær, så man kunne overtage Danmark,  i kølvandet på augustoprøret og samarbejdspolitikkens ophør.
De sænkede flåden og angreb diverse militæranlæg, Sorgenfri Slot inkluderet. Forinden forekom Telegramkrisen, som handlede om at   Hitler opfattede et takketelegram fra Kong Christian 10. som fornærmende kortfattet. 
Tyskerne overtog kommandoen over slottet og kongen fik at vide at hvis han ville forlade grunden skulle han have tilladelse af den tyske general. Under stormen af slottet døde syv tyske soldater, mens der ikke faldt nogen danske soldater. Tyskerne stod for sikkerheden på slottene - herunder Sorgenfri - helt ind til 1943, hvor politiet igen overtog kommandoen for at beskytte kongefamilien. Kong Christian og dronning Alexandrine boede efterfølgende på slottet helt ind til 1944, hvor de blev flyttet til Amalienborg, hvor politiet bedre kunne sørge for deres sikkerhed.

## Eksterne kilder
- Tyskerne angreb Sorgenfri Slot
- Da Danmark fik nok kristeligt-dagblad.dk
- Hørsholms nazister gjorde livet surt for modstandsfolkene
- Telegramkrise og rigsdagsvalget 1942-43 Arkiveret 5. januar 2018 hos  Wayback Machine danmarkshistorien.dk